# الدفن (حزم العدين)

تعديل مصدري - تعديل

الدفن محلة تابعة لقرية الصلبة، التابعة لعزلة بني سليمان بمديرية حزم العدين إحدى مديريات محافظة إب في الجمهورية اليمنية، بلغ تعداد سكانها 54 حسب تعداد اليمن لعام 2004.